# Knodus chapadae
Knodus chapadae é uma espécie de peixe da família dos caracídeos e da ordem dos caraciformes. Os machos podem alcançar 4,4 cm de comprimento. Vivem em zonas de clima subtropical, na América do Sul, mais especificamente, na bacia do rio Paraguai, no Brasil.